# Горно Гранчарево
Горно Гранчарево (на сръбски: Горње Гранчарево) е село в Босна и Херцеговина, разположено в община Требине, в ентитета на Република Сръбска. Населението му според преброяването през 2013 г. е 29 души, от тях: 20 (68,97 %) сърби, 8 (27,59 %) бошняци и 1 (3,44 %) хърватин.

## Население
Численост на населението според преброяванията през годините:
- 1961 – 301 души
- 1971 – 266 души
- 1981 – 184 души
- 1991 – 112 души
- 2013 – 29 души